# Karel Mevald
Karel Mevald (21. prosince 1932 v Jičíně – 4. června 2022 v Praze) byl český fotograf a fotožurnalista.

## Životopis
Vyučil se fotografem a absolvoval grafickou školu v Hradci Králové. V roce 1951 nastoupil do ČTK jako fotolaborant. V roce 1954 se stal redaktorem - fotoreportérem ČTK. Nejprve měl na starosti fotografie z oboru strojírenství. Za svoji kariéru vytvořil množství fotografických portrétů tehdějších domácích i světových politických osobností, ale i významných osobností z oblasti kultury, vědy a sportu. Jeho fotografie získaly řadu ocenění na mezinárodních fotografických soutěžích. Významným činem jeho kariéry bylo fotografování startu a přistání kosmonauta Vladimíra Remka.

## Ceny a ocenění
- 1964 čestné uznání v soutěži World Press Photo
- 1972 stříbrná medaile Interpressfoto v Sofii
- 1983 první cena v soutěži Sportovní fotografie roku
- 1988 Cena Českého literárního fondu